# 개령군
개령군(開寧郡)은 지금의 경상북도 김천시 남부 지역에 해당하는 행정 구역으로 1914년 김천군에 통폐합되었다.

## 1914년 이후
| 부령 제111호 |             |                                                                                        |
| 구 행정구역 | 신 행정구역 | 신 행정구역                                                                            |
| 개령군 부곡면(富谷面) 횡천동/물로동 일부/광한동 일부, 물로동 일부/(김산군 위량면)나가동 일부, 화전동/구교동/교동, 양천동/광한동 일부 | 개령면      | 광천동, 남전동, 동부동, 양천동                                                         |
| 개령군 서면(西面) 대보동 일부/묘광동 일부, 자방동/덕송동 일부/상신동 일부/부억동 일부/대촌 일부/(김산군 천하면)오청동 일부, 우양동/화목동/부억동 일부, 광경동 일부/상신동 일부/묘광동 일부/덕송동 일부/중신동/오룡동, 황경동 일부/묘광동 일부/상신동 일부/(농소면)신촌 일부 | 개령면      | 대광동, 덕촌동, 서부동, 신룡동, 황계동                                                 |
| 개령군 동면(東面) 회성동/신기동/대증동, 대동/마암동 일부/동신동 일부, 덕계동/작동/동신동 일부/동촌 일부/마암동 일부, 상송동/금계동/숭산동 일부/아야동 일부/(선산군 상고면)부곡동 일부, 칠산동 일부/아야동 일부/동촌 일부/남촌 일부/마암동 일부 | 아포면      | 대성동, 대신동, 봉산동, 송천동, 제석동                                                 |
| 개령군 아포면(牙浦面) 미곶동 일부/(동면)칠산동 일부/아야동 일부, 구암동/명례동 일부/포신동 일부, 신동/미곶동 일부/공쌍동 일부/문곡동 일부, 봉명동/황소동 일부/문곡동 일부/미곶동 일부, 송변동/양산동/황소동 일부/공쌍동 일부/명례동 일부/포신동 일부 | 아포면      | 국사동, 예동, 의동, 인동, 지동                                                         |
| 개령군 연명면(延命面) 노곡동/본리 일부, 입석동/본리 일부 | 농소면      | 노곡동, 연명동                                                                         |
| 개령군 농소면(農所面) 호동/응곡동 일부, 조곡동/봉현동 일부/(성주군 신곡면)무릉동 일부, 신촌 일부, 소마동/대방동, 농소동/지동/응곡동 일부/율곡동 일부/(남면)옥산동 일부 | 농소면      | 덕곡동, 봉곡동, 신촌동, 용암동, 월곡동                                                 |
| 개령군 곡송면(谷松面) 곡송동 일부/신풍동 일부, 대조동/곡송동 일부/소재동 일부/월유동 일부, 명천동/(북면)성촌, 소재동 일부/(선산군 신당면)소재동 일부, 완동/성촌/신풍동 일부 | 곡송면      | 덕남동, 봉남동, 성촌동, 소재동, 태촌동                                                 |
| 개령군 북면(北面) 대양동, 상광동 일부, 삼봉동/오성동 일부/(김산군 위량면)적하리 일부, 가척동/광동동 | 곡송면      | 대양동, 보광동, 삼성동, 광덕동                                                         |
| 개령군 남면(南面) 종상동 일부/석정동 일부/지산동 일부/용전동 일부, 초곡동 일부/용전동 일부, 천동/연봉동/종상동 일부/(동면)남촌 일부/마암동 일부, 부상동/지경동/운봉동 일부/마곡동 일부, 마곡동 일부/(연명면)송방동 일부, 오수동/봉곡동/갈항동/(동면)남촌 일부, 석정동 일부/옥산동 일부/지산동 일부, 운양동/옥산동 일부/마곡동 일부/(연명면)송방동 일부/(농소면)동곡동 일부, 신전동/상능동/운봉동 일부, 초곡동 일부/(농소면)신촌 일부, 등곡동 일부/율곡동 일부/봉현동 일부/(연명면)입석동 일부 | 남면        | 운남동, 용전동, 봉천동, 부상동, 송곡동, 오봉동, 옥산동, 운곡동, 월명동, 초곡동, 입석동 |